# جردن بارولهت
جردن بارولهت (انگلیسی: Jordan Barroilhet؛ زادهٔ ۲۳ ژانویهٔ ۱۹۹۸) بازیکن فوتبال اهل شیلی است.